# 許長青
許長青，SBS，JP，又名許祥菁（1942年9月4日—2005年1月6日），生於廣東普寧，第一及第二屆香港立法會進出口界議員，許長青是港進聯前副主席。
許長青因腎癌病逝，終年62歲。而其所屬之港進聯，於2004年香港立法會選舉中大敗，並無取得任何議席。在其過世前，曾大力反對民主建港聯盟之黃定光，取代其本人參選立法會進出口界別選舉。而黃定光亦自動當選成為了第三屆立法會議員。

## 榮譽
- 2004年 銀紫荊星章[1]